# Francisco Leite da Costa Belém
Francisco Leite da Costa Belém (? — ?) foi um governador e presidente de Minas Gerais entre 1871 e 1875.
Foi presidente da província de Minas Gerais por cinco vezes, de 27 de abril a 8 de novembro de 1871, de 20 de abril a 11 de julho de 1872, de 16 de janeiro a 1 de março de 1873, de 27 de maio a 26 de outubro de 1874, e de 6 a 22 de março de 1875.